# فورسپس

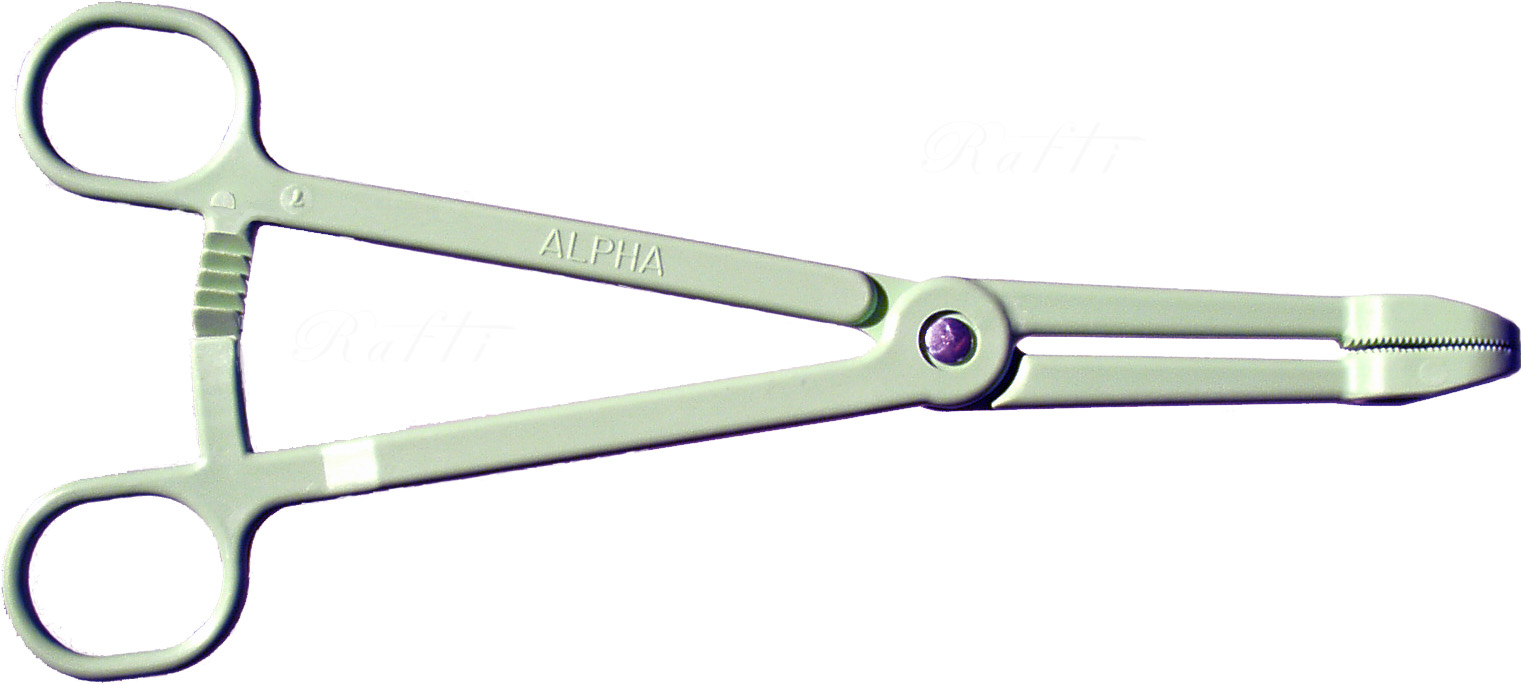

فورسپس (به انگلیسی: Forceps) یا انبر ابزاری دستی بوده و برای گرفتن و نگه داشتن اشیاء بکار می‌رود. زمانی از فورسپس استفاده می‌شود که به علت عمیق بودن ناحیه عمل، ناچار به وسیله‌ای با دسته بلند و جا انگشتی برای فیکس کردن انگشتان می‌باشیم که فورسپس همین ویژگی‌ها را دارا می‌باشد. در خارج از رده پزشکی و نزد عوام (انگلیسی زبان) معمولاً از فورسپس به عنوان موچین، انبرک، انبردست‌ها، کلیپ یا گیره اشاره می‌شود.
- فورسپس پزشکی از جنس فولاد کربنی بوده و قابلیت استریل شدن در دمای بالای اتوکلاو را دارد. در دندانپزشکی نیز به گیره مخصوص کشیدن دندان، فورسپس گفته می‌شود.

امروزه نوع یکبارمصرف و از جنس پلاستیک نیز مورد استفاده دارد.
نوع دیگری از فورسپس در مامایی استفاده می‌شود و فورسپس مامایی نام دارد که توسط خانوادهٔ چمبرلین اختراع شد؛ کار آن‌ها قابلگی بود. نوزادان اغلب با سر به دنیا می‌آمدند، برای همین فورسپس مامایی که توسط آن‌ها طراحی شد، دارای دو تیغهٔ مسطح با اندکی قوس بود و سر نوزاد را به طور کامل دربر می‌گرفت. با یک کشش بسیار ملایم سر نوزاد بیرون می‌آمده و بقیه بدن به راحتی خارج می‌شد.

## پنست

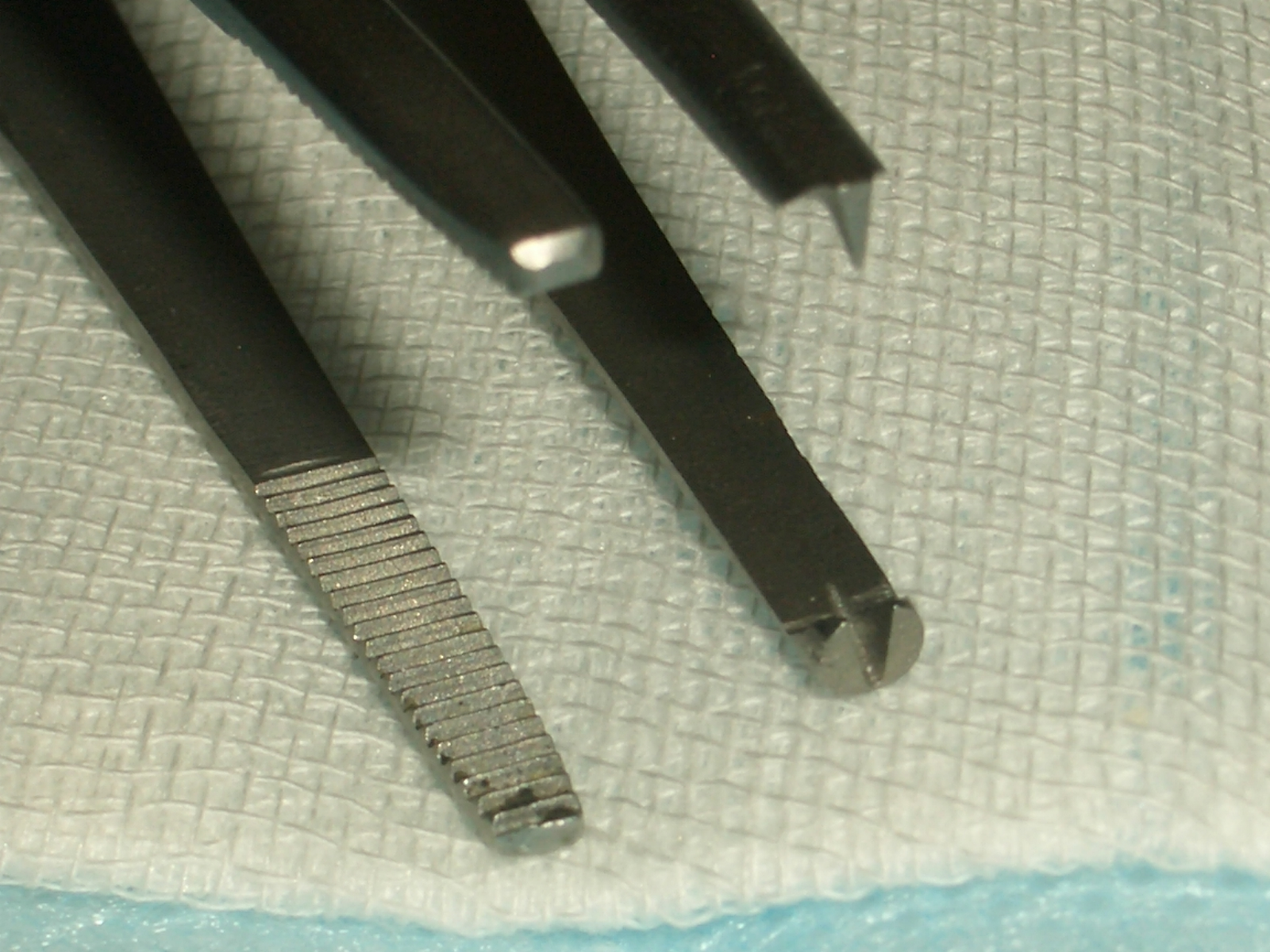
پنست بادندانه و بی‌دندانه

پنست در زیر مجموعه خانواده بزرگ فورسپس‌ها قرار می‌گیرد و تفاوت آن با این خانواده آن است که فاقد جاانگشتی و ضامن قفل می‌باشد و از آن برای گرفتن نسوج (بافت‌ها) ظریف استفاده می‌شود.